# Липоваць (Раковиця)
45°01′ пн. ш. 15°40′ сх. д. / 45.02° пн. ш. 15.67° сх. д.
Липоваць (хорв. Lipovac) — населений пункт у Хорватії, у Карловацькій жупанії у складі громади Раковиця.

## Населення
Населення за даними перепису 2011 року становило 27 осіб.
Динаміка чисельності населення поселення: